# Lorenzo D. Lewelling
Lorenzo Dow Lewelling (* 21. Dezember 1846 in Salem, Henry County, Iowa; † 3. September 1900 in Arkansas City, Kansas) war ein US-amerikanischer Politiker und von 1893 bis 1895 der zwölfte Gouverneur des Bundesstaates Kansas.

## Frühe Jahre und politischer Aufstieg
Lorenzo Lewelling besuchte das Knox College, das Eastman Business College in Poughkeepsie und das Whittier College. Dort machte er 1867 seinen Abschluss. Zur Finanzierung seiner Ausbildung nahm er viele Arbeiten in den unterschiedlichsten Bereichen an. Aufgrund seines Alters und seiner Religion (er war Quäker) nahm er nicht aktiv am Bürgerkrieg teil. Schließlich wurde er in Iowa Lehrer und dann ab 1872 15 Jahre lang Leiter einer Mädchenschule. Zwischenzeitlich gab er mit dem „Des Moins Capital“ eine anti-republikanische Zeitung heraus. Im Jahr 1887 siedelte sich Lewelling in Wichita (Kansas) an. Dort war er unter anderem als Geldverleiher tätig und engagierte sich für die neu entstandene People’s Party, die auch unter dem Namen Populist Party bekannt ist. Diese Partei entstand aus der Farmers’ Alliance und verstand sich als Vertreter der Farmer und Industriearbeiter. Im weiteren Verlauf verschmolz diese Partei mit der Demokratischen Partei. Im Jahr 1892 wurde er dann als deren Kandidat für die Gouverneurswahlen nominiert.

## Gouverneur von Kansas
Nach der erfolgreichen Wahl konnte Lewelling seine zweijährige Amtszeit am 9. Januar 1893 antreten. Der Beginn dieser Amtszeit sollte stürmisch verlaufen. Zu dieser Zeit hatten die Republikaner die Mehrheit im Staatsparlament. Die Populisten bzw. die Demokraten erkannten diese Mehrheit nicht an, weil sie ihrer Meinung nach durch Wahlbetrug zu Stande gekommen war. Damit spaltete sich das Parlament in diese beiden Fraktionen. Beide Seiten wählten einen Parlamentspräsidenten und tagten im selben Gebäude zu unterschiedlichen Zeiten. Der Gouverneur erkannte natürlich seine demokratisch-populistische Fraktion als die rechtmäßige an. Dadurch eskalierte den Streit weiter. Die Situation wurde noch bizarrer, als die republikanische Fraktion im Parlamentsgebäude belagert wurde. Die Sache ging vor den Kansas Supreme Court. In der Zwischenzeit kam es in der Hauptstadt Topeka zu Unruhen und die Nationalgarde wurde zur Aufrechterhaltung der Ordnung eingesetzt. Schließlich entschied das Gericht zu Gunsten der Republikaner. Damit war das Parlament wieder vereinigt und der sogenannte „Legislative War of 1893“ war beendet.
In Lewellings Amtszeit folgte noch eine Wahlrechtsreform. Außerdem musste sich der Gouverneur mit einigen Arbeiterunruhen auseinandersetzen. Ansonsten nahm Kansas damals einen Aufschwung, auch weil man dort Öl- und Gasvorkommen entdeckt hatte und damit Firmen angelockt wurden.

## Weiterer Lebenslauf
Lewelling bewarb sich 1892 erfolglos um seine Wiederwahl. Nach dem Ende seiner Amtszeit saß er von 1896 bis 1900 im Senat von Kansas. Gleichzeitig war er von 1897 bis 1899 im Eisenbahnausschuss. Kurz vor seinem Tod im Jahr 1900 wurde er noch Verwalter der Ländereien einer Eisenbahngesellschaft. Er starb im September 1900. Lorenzo Lewelling war mit Ida Bishop verheiratet; das Paar hatte vier Kinder.